# Nysa Górna Wieś
Nysa Górna Wieś – zlikwidowana stacja kolejowa w Nysie, w województwie opolskim, w Polsce.